# NXT TakeOver: WarGames IV
NXT TakeOver: WarGames IV war eine Wrestling-Veranstaltung der WWE, die auf dem WWE Network ausgestrahlt wurde. Sie fand am 6. Dezember 2020 im Capitol Wrestling Center in Orlando, Florida, Vereinigte Staaten statt. Es war die 32. Austragung einer NXT-Großveranstaltung unter dem Namen NXT TakeOver seit Mai 2014 und die fünfte im Jahr 2020. Es war die 4. Austragung von WarGames seit 2017.

## Hintergrund
Im Vorfeld der Veranstaltung wurden fünf Matches angesetzt.
Diese resultierten aus den Storylines, die in den Wochen vor NXT TakeOver: WarGames IV bei NXT, der wöchentlich auf dem WWE Network ausgestrahlten Show der Entwicklungs-Liga der WWE gezeigt wurden.

## Ergebnisse
| Matchart                                                   |                                                                               |      |                                                                        | Zeit  |
| ---------------------------------------------------------- | ----------------------------------------------------------------------------- | ---- | ---------------------------------------------------------------------- | ----- |
| War Games-Match                                            | Team Candice (Candice LeRae, Toni Storm, Dakota Kai und Raquel González)      | bes. | Team Shotzi (Shotzi Blackheart, Ember Moon, Rhea Ripley und Io Shirai) | 35:21 |
| Singles-Match                                              | Tommaso Ciampa                                                                | bes. | Timothy Thatcher                                                       | 16:46 |
| Strap-Match                                                | Dexter Lumis                                                                  | bes. | Cameron Grimes                                                         | 12:55 |
| Triple-Threat-Match um die NXT North American Championship | Johnny Gargano                                                                | bes. | Leon Ruff (C) und Damian Priest                                        | 17:30 |
| War Games-Match                                            | The Undisputed Era (Adam Cole, Bobby Fish, Kyle O’Reilly und Roderick Strong) | bes. | The Kings of NXT (Pat McAfee, Pete Dunne, Oney Lorcan und Danny Burch) | 45:02 |

| Funktion      | Name         |
| ------------- | ------------ |
| Kommentatoren | Wade Barrett |
| Kommentatoren | Vic Joseph   |
| Kommentatoren | Beth Phoenix |
| Pre-Show      | Wade Barrett |
| Pre-Show      | Sam Roberts  |

## Besonderheiten
- Aufgrund der Corona-Pandemie wurde der Pay-Per-View vor virtuellen und einigen vor Ort anwesenden Zuschauern ausgetragen.
- Es fand ein Dark Match bei dem Pay-Per-View statt.
- Shotzi Blackheart sicherte sich für ihr Team im War Games Match einen Vorteil. Hierfür besiegte sie am 2. Dezember 2020 Raquel González in einem Ladder-Match.[3]
- Während des Matches um die NXT North American Championship erschienen mehrere Männer in Scream Masken.